# Racing 92-Stade toulousain en rugby à XV
Cet article retrace l'historique détaillé des confrontations entre les deux clubs français de rugby à XV du Racing 92 et du Stade toulousain, ainsi qu'une liste non exhaustive de chacune de ces rencontres.
Les deux clubs se rencontrent officiellement la première fois, en championnat, le 31 mars 1912 lors de la finale de la saison 1911-1912.

## Historique
Le Racing Club de France est fondé en 1890 (en tant que section rugby du club omnisport) et fait partie des clubs français les plus anciens. À la suite de problèmes administratifs et financiers, il fusionne en 2001 avec l'US Métro et devient le Racing Métro 92. Le 10 juin 2015, le club prend le nom actuel de Racing 92.   
Au total, les Racingmen remportent à 6 reprises le championnat, dont la première édition face au Stade français et ils sont les premiers à soulever le Brennus en terre étrangère au Camp Nou face au RC Toulon (1892, 1900, 1902, 1959, 1990 et 2016). Ils sont, également, champions de France de division 2 (Pro D2) à 3 occasions (1926, 1998 et 2009) et une Coupe de l'espérance (1918). Notons que, bien que le RCF soient les créateurs de la compétition, ils n'ont jamais remporté le Challenge Yves-du Manoir.    
Le Stade olympien des étudiants Véto-Sport toulousain (SOEVST), quant à lui, est fondé officiellement le 2 mai 1907 après la fusion du Stade olympien des étudiants toulousain (1896-1907) et du Véto-Sport (1899-1907). Jugé trop long et incompréhensible par les supporteurs et journalistes, il est raccourci en Stade toulousain le 25 mai 1908.   
Les rouge et noir sont 22 fois champion de France (1912, 1922, 1923, 1924, 1926, 1927, 1947, 1985, 1986, 1989, 1994, 1995, 1996, 1997, 1999, 2001, 2008, 2011, 2012, 2019, 2021 et 2023), 6 titres européens (1996, 2003, 2005, 2010, 2021 et 2024), 2 Coupe de l'espérance (1916 et 1940), 4 Coupe de France (1946, 1947, 1984 et 1998) et 4 Challenge Yves-du-Manoir (1934, 1988, 1993 et 1995).    
En mars 2011, le Trophée de Coubertin est créé à l'initiative des présidents du Racing Métro 92 et du Stade toulousain, Jacky Lorenzetti et René Bouscatel. Selon l'initiateur, le président Jacky Lorenzetti, ce trophée est censé symboliser un « acte chevaleresque » dans l'esprit du Challenge Yves du Manoir. Il est attribué chaque saison à la meilleure de ces deux équipes (au cumul des points des matchs aller et retour). Bien que le trophée soit créé, le Stade toulousain avait déjà remporté le match aller sur le score de 28 à 23. Néanmoins, c'est le Racing 92 qui le remporte lors la première édition 2010-2011.
Pour son premier match au Stade de France, devant 76 353 spectateurs, le 26 mars 2011, à l'occasion de la 22e journée de Top 14, le Racing Métro remonte ce handicap de 5 points et s'impose 43 à 21, soit une avance de 17 points au total de deux rencontres.
Lors des saisons 2011-2012, 2012-2013 et 2013-2014, le Stade toulousain remporte à trois reprises le trophée. Le 25 janvier 2014, tandis que le Racing Métro 92 mène 25-0 (et trois essais à zéro) contre le Stade toulousain, les Racingmen voient le Trophée de Coubertin (et le bonus offensif) leur échapper à la dernière minute du match lorsque Timoci Matanavou inscrit sur la sirène un essai pour Toulouse. Ayant perdu à Toulouse 30-6 lors du premier match de la saison, le Racing devait effectivement battre d'au moins 25 points le Stade toulousain.
Le 9 mai 2014, le Racing Métro 92 remporte (16-21) son match de barrage à Toulouse, mettant fin à une série de 20 demi-finales consécutives pour le Stade toulousain. Les deux équipes s'étaient déjà retrouvées à Toulouse pour un match de barrage l'année précédente, remporté celui-ci par Toulouse.
Dan Carter est présenté aux supporters du Racing le 28 novembre 2015, à l'occasion du match Racing-Toulouse de la 9e journée de la saison 2015-2016 du Top 14.
Le 22 décembre 2017, le Racing 92 inaugure sa nouvelle enceinte, la U Arena (renommée par la suite Paris La Défense Arena), contre le Stade toulousain. Les Franciliens l'emportent 23 à 19. Le même jour, le trophée de Coubertin est renommé « trophée Bouscatel - Coubertin » en l'honneur de René Bouscatel, président du Stade toulousain de 1992 à 2017.
Les deux équipes s'affrontent pour la première fois en coupe d'Europe le 31 mars 2019, à la suite de leurs qualifications pour les quarts de finale de la compétition. Les Toulousains s'imposent 21 à 22 sur le terrain du Racing.

## Confrontations
Durant l'histoire de leurs confrontations, les clubs sont connus sous différents noms successifs. Le Racing Club de France deviendra le Métro Racing 92, le Racing Métro 92, puis enfin le Racing 92. Le Stade toulousain s'appelle quant à lui brièvement Stade olympien des étudiants-Véto Sport toulousain, du nom des deux entités ayant conduit à sa création, avant de réduire rapidement son nom.
| no | Date              | Club (domicile)  | Score   | Club (extérieur) | Lieu                                     | Compétition                                   |
| -- | ----------------- | ---------------- | ------- | ---------------- | ---------------------------------------- | --------------------------------------------- |
| 1  | 31 mars 1912      | Stade toulousain | 8 - 6   | Racing CF        | Stade des Ponts-Jumeaux, Toulouse        | Championnat (finale)                          |
| 2  | 28 mars 1920      | Stade toulousain | 7 - 8   | Racing CF        | Stade des Ponts-Jumeaux, Toulouse        | Division d'Excellence, poule demi-finale      |
| 3  | 19 mars 1922      | Racing CF        | 0 - 10  | Stade toulousain | Stade de Colombes, Colombes              | Division d'Excellence, poule de 5, Poule B    |
| 4  | 8 mars 1925       | Stade toulousain | 12 - 6  | Racing CF        | Stade des Ponts-Jumeaux, Toulouse        | Division d'Excellence, poule de 3, Poule A    |
| 5  | 13 mars 1927      | Stade toulousain | 3 - 0   | Racing CF        | Stade des Ponts-Jumeaux, Toulouse        | Division d'Excellence, poule de 4, Poule A    |
| 6  | 25 novembre 1934  | Stade toulousain | 9 - 8   | Racing CF        | Stade des Ponts-Jumeaux, Toulouse        | Challenge Yves-du-Manoir, Poule B, 6e journée |
| 7  | 4 avril 1949      | Stade toulousain | 17 - 5  | Racing CF        | Parc des sports de Beaublanc, Limoges    | Coupe de France (8e de finale)                |
| 8  | 10 décembre 1950  | Stade toulousain | 6 - 3   | Racing CF        | Stade des Ponts-Jumeaux, Toulouse        | Division 1, Poule B, aller                    |
| 9  | 4 mars 1951       | Racing CF        | 0 - 6   | Stade toulousain | Stade Jean-Bouin, Paris                  | Division 1, Poule B, retour                   |
| 10 | 7 novembre 1954   | Racing CF        | 11 - 8  | Stade toulousain | Stade olympique Yves-du-Manoir, Colombes | Division 1, Poule B, aller                    |
| 11 | 13 février 1955   | Stade toulousain | 8 - 3   | Racing CF        | Stade des Ponts-Jumeaux, Toulouse        | Division 1 , Poule B, retour                  |
| 12 | 13 mai 1956       | Racing CF        | 15 - 3  | Stade toulousain | Stade municipal, Vichy                   | Division 1 (8e de finale)                     |
| 13 | 30 décembre 1956  | Racing CF        | 6 - 16  | Stade toulousain | Stade Jean-Bouin, Paris                  | Challenge Yves-du-Manoir, Poule D             |
| 14 | 22 septembre 1963 | Stade toulousain | 11 - 11 | Racing CF        | Stade des Ponts-Jumeaux, Toulouse        | Challenge Yves-du-Manoir, Poule D             |
| 15 | 16 novembre 1969  | Racing CF        | 13 - 23 | Stade toulousain | Stade Jean-Bouin, Paris                  | Division 1, Groupe 2, aller                   |
| 16 | 15 février 1970   | Stade toulousain | 20 - 10 | Racing CF        | Stade des Ponts-Jumeaux, Toulouse        | Division 1, Groupe 2, retour                  |
| 17 | 3 septembre 1983  | Stade toulousain | 22 - 18 | Racing CF        | Stade des Sept-Deniers, Toulouse         | Challenge Yves-du-Manoir, Poule F, aller      |
| 18 | 3 décembre 1983   | Racing CF        | 0 - 4   | Stade toulousain | Stade olympique Yves-du-Manoir, Colombes | Challenge Yves-du-Manoir, Poule F, retour     |
| 19 | 3 novembre 1984   | Racing CF        | 12 - 21 | Stade toulousain | Stade olympique Yves-du-Manoir, Colombes | Division 1, Division A, Groupe 1, aller       |
| 20 | 26 janvier 1985   | Stade toulousain | 41 - 0  | Racing CF        | Stade des Sept-Deniers, Toulouse         | Division 1, Division A, Groupe 1, retour      |
| 21 | 24 mars 1985      | Stade toulousain | 25 - 0  | Racing CF        | Stade Marcel-Deflandre, La Rochelle      | Coupe de France (quart de finale)             |
| 22 | septembre 1985    | Racing CF        | 11 - 20 | Stade toulousain | Stade olympique Yves-du-Manoir, Colombes | Challenge Yves-du-Manoir, Poule D, aller      |
| 23 | 26 octobre 1985   | Stade toulousain | 28 - 0  | Racing CF        | Stade des Sept-Deniers, Toulouse         | Challenge Yves-du-Manoir, Poule D, retour     |
| 24 | 26 avril 1987     | Racing CF        | 10 - 9  | Stade toulousain | Parc Lescure, Bordeaux                   | Division 1, Division A (demi-finale)          |
| 25 | 23 janvier 1988   | Racing CF        | 13 - 12 | Stade toulousain | Stade olympique Yves-du-Manoir, Colombes | Division 1, Division A, Poule 3, aller        |
| 26 | 10 avril 1988     | Stade toulousain | 18 - 18 | Racing CF        | Stade des Sept-Deniers, Toulouse         | Division 1, Division A, Poule 3, retour       |
| 27 | 13 mai 1990       | Racing CF        | 21 - 14 | Stade toulousain | Stade de la Méditerranée, Béziers        | Division 1, Division A (demi-finale)          |
| 28 | 10 mars 1991      | Stade toulousain | 25 - 15 | Racing CF        | Stadium municipal, Brive                 | Challenge Yves-du-Manoir (quart de finale)    |
| 29 | 18 mai 1991       | Stade toulousain | 13 - 12 | Racing CF        | Parc Lescure, Bordeaux                   | Division 1, Division A (demi-finale)          |
| 30 | 25 novembre 1995  | Racing CF        | 12 - 26 | Stade toulousain | Stade olympique Yves-du-Manoir, Colombes | Division 1, Division A1, Poule 1, aller       |
| 31 | 23 mars 1996      | Stade toulousain | 41 - 20 | Racing CF        | Stade des Sept-Deniers, Toulouse         | Division 1, Division A1, Poule 1, retour      |
| 32 | 29 août 1998      | Racing CF        | 17 - 40 | Stade toulousain | Stade olympique Yves-du-Manoir, Colombes | Élite 1, Poule 3, aller                       |
| 33 | 19 décembre 1998  | Stade toulousain | 48 - 10 | Racing CF        | Stade des Sept-Deniers, Toulouse         | Élite 1, Poule 3, retour                      |
| 34 | 31 octobre 2009   | Racing Métro 92  | 27 - 20 | Stade toulousain | Stade Yves-du-Manoir, Colombes           | Top 14, 11e journée, aller                    |
| 35 | 2 avril 2010      | Stade toulousain | 28 - 23 | Racing Métro 92  | Stade Ernest-Wallon, Toulouse            | Top 14, 24e journée, retour                   |
| 36 | 2 octobre 2010    | Stade toulousain | 28 - 23 | Racing Métro 92  | Stadium, Toulouse                        | Top 14, 9e journée, aller                     |
| 37 | 26 mars 2011      | Racing Métro 92  | 43 - 21 | Stade toulousain | Stade de France, Saint-Denis             | Top 14, 22e journée, retour                   |
| 38 | 10 septembre 2011 | Stade toulousain | 41 - 36 | Racing Métro 92  | Stade Ernest-Wallon, Toulouse            | Top 14, 3e journée, aller                     |
| 39 | 28 janvier 2012   | Racing Métro 92  | 13 - 19 | Stade toulousain | Stade de France, Saint-Denis             | Top 14, 16e journée, retour                   |
| 40 | 1er novembre 2012 | Stade toulousain | 32 - 13 | Racing Métro 92  | Stade Ernest-Wallon, Toulouse            | Top 14, 10e journée, aller                    |
| 41 | 30 mars 2013      | Racing Métro 92  | 26 - 27 | Stade toulousain | Stade de France, Saint-Denis             | Top 14, 23e journée, retour                   |
| 42 | 10 mai 2013       | Stade toulousain | 33 - 19 | Racing Métro 92  | Stade Ernest-Wallon, Toulouse            | Top 14 (match de barrage)                     |
| 43 | 4 septembre 2013  | Stade toulousain | 30 - 6  | Racing Métro 92  | Stade Ernest-Wallon, Toulouse            | Top 14, 4e journée, aller                     |
| 44 | 24 janvier 2014   | Racing Métro 92  | 25 - 5  | Stade toulousain | Stade de France, Saint-Denis             | Top 14, 17e journée, retour                   |
| 45 | 9 mai 2014        | Stade toulousain | 16 - 21 | Racing Métro 92  | Stade Ernest-Wallon, Toulouse            | Top 14 (match de barrage)                     |
| 46 | 20 septembre 2014 | Racing Métro 92  | 27 - 16 | Stade toulousain | Stade Yves-du-Manoir, Colombes           | Top 14, 6e journée, aller                     |
| 47 | 28 décembre 2014  | Stade toulousain | 15 - 9  | Racing Métro 92  | Stade Ernest-Wallon, Toulouse            | Top 14, 14e journée, retour                   |
| 48 | 28 novembre 2015  | Racing 92        | 28 - 13 | Stade toulousain | Stade Yves-du-Manoir, Colombes           | Top 14, 9e journée, aller                     |
| 49 | 17 avril 2016     | Stade toulousain | 14 - 3  | Racing 92        | Stadium, Toulouse                        | Top 14, 21e journée, retour                   |
| 50 | 11 juin 2016      | Racing 92        | 21 - 16 | Stade toulousain | Stade Yves-du-Manoir, Colombes           | Top 14 (match de barrage)                     |
| 51 | 4 septembre 2016  | Racing 92        | 28 - 14 | Stade toulousain | Stade Yves-du-Manoir, Colombes           | Top 14, 3e journée, aller                     |
| 52 | 18 avril 2017     | Stade toulousain | 8 - 10  | Racing 92        | Stadium, Toulouse                        | Top 14, 24e journée, retour                   |
| 53 | 22 décembre 2017  | Racing 92        | 23 - 19 | Stade toulousain | U Arena, Nanterre                        | Top 14, 13e journée, aller                    |
| 54 | 15 avril 2018     | Stade toulousain | 42 - 27 | Racing 92        | Stade Ernest-Wallon, Toulouse            | Top 14, 24e journée, retour                   |
| 55 | 15 septembre 2018 | Stade toulousain | 30 - 17 | Racing 92        | Stade Ernest-Wallon, Toulouse            | Top 14, 4e journée, aller                     |
| 56 | 17 février 2019   | Racing 92        | 29 - 34 | Stade toulousain | Paris La Défense Arena, Nanterre         | Top 14, 16e journée, retour                   |
| 57 | 31 mars 2019      | Racing 92        | 21 - 22 | Stade toulousain | Paris La Défense Arena, Nanterre         | Champions Cup (quart de finale)               |
| 58 | 8 septembre 2019  | Stade toulousain | 20 - 17 | Racing 92        | Stade Ernest-Wallon, Toulouse            | Top 14, 3e journée, aller                     |
| 59 | 16 février 2020   | Racing 92        | 30 - 27 | Stade toulousain | Paris La Défense Arena, Nanterre         | Top 14, 15e journée, retour                   |
| 60 | 10 octobre 2020   | Racing 92        | 24 - 30 | Stade toulousain | Paris La Défense Arena, Nanterre         | Top 14, 4e journée, aller                     |
| 61 | 24 avril 2021     | Stade toulousain | 34 - 16 | Racing 92        | Stade Ernest-Wallon, Toulouse            | Top 14, 22e journée, retour                   |
| 62 | 31 octobre 2021   | Racing 92        | 27 - 18 | Stade toulousain | Paris La Défense Arena, Nanterre         | Top 14, 9e journée, aller                     |
| 63 | 29 janvier 2022   | Stade toulousain | 15 - 20 | Racing 92        | Stade Ernest-Wallon, Toulouse            | Top 14, 16e journée, retour                   |
| 64 | 24 septembre 2022 | Stade toulousain | 37 - 10 | Racing 92        | Stade Ernest-Wallon, Toulouse            | Top 14, 4e journée, aller                     |
| 65 | 5 mars 2023       | Racing 92        | 35 - 39 | Stade toulousain | Paris La Défense Arena, Nanterre         | Top 14, 20e journée, retour                   |
| 66 | 9 juin 2023       | Stade toulousain | 41 - 14 | Racing 92        | Reale Arena, San Sebastian               | Top 14 (demi-finale)                          |
| 67 | 28 janvier 2024   | Racing 92        | 20 - 27 | Stade toulousain | Paris La Défense Arena, Nanterre         | Top 14, 13e journée, aller                    |
| 68 | 7 avril 2024      | Stade toulousain | 31 - 7  | Racing 92        | Stade Ernest-Wallon, Toulouse            | Champions Cup (huitième de finale)            |
| 69 | 27 avril 2024     | Stade toulousain | 32 - 12 | Racing 92        | Stade Ernest-Wallon, Toulouse            | Top 14, 22e journée, retour                   |
| 70 | 30 novembre 2024  | Racing 92        | 17 - 21 | Stade toulousain | Stade Dominique-Duvauchelle, Créteil     | Top 14, 11e journée, aller                    |
| 71 | 17 mai 2025       | Stade toulousain | 35 - 37 | Racing 92        | Stade Ernest-Wallon, Toulouse            | Top 14, 24e journée, retour                   |

## Matchs amicaux
Après lecture des journaux tels que La Dépêche, l'Auto, le Midi olympique et l'Équipe, on peut recenser une liste non exhaustive des confrontations amicales entre les deux écuries.
| no | Date             | Club (domicile)  | Score   | Club (extérieur) | Lieu                                                | Évenement         |
| -- | ---------------- | ---------------- | ------- | ---------------- | --------------------------------------------------- | ----------------- |
| -  | 17 novembre 1907 | Racing CF        | 0 - 0   | SOEVST           | Terrain du Polo-club à Bagatelle, Paris             | [ 7 ]             |
| -  | 29 décembre 1907 | SOEVST           | 11 - 0  | Racing CF        | Stade des Ponts-Jumeaux, Toulouse                   | [ 8 ]             |
| -  | 6 mars 1921      | Racing CF        | 9 - 6   | Stade toulousain | Stade de Colombes, Colombes                         | [ 9 ]             |
| -  | 20 mars 1921     | Stade toulousain | 9 - 0   | Racing CF        | Stade des Ponts-Jumeaux, Toulouse                   | [ 10 ]            |
| -  | 12 février 1922  | Racing CF        | 8 - 13  | Stade toulousain | Stade de Colombes, Colombes                         | [ 11 ]            |
| -  | 8 octobre 1922   | Racing CF        | 3 - 16  | Stade toulousain | Stade de Colombes, Colombes                         | [ 12 ]            |
| -  | 14 janvier 1923  | Stade toulousain | 11 - 5  | Racing CF        | Stade « Ernest-Wallon » des Ponts-Jumeaux, Toulouse | [ 13 ]            |
| -  | 7 octobre 1923   | Stade toulousain | 22 - 5  | Racing CF        | Stade « Ernest-Wallon » des Ponts-Jumeaux, Toulouse | [ 14 ]            |
| -  | 30 novembre 1924 | Stade toulousain | 20 - 18 | Racing CF        | Stade « Ernest-Wallon » des Ponts-Jumeaux, Toulouse | [ 15 ]            |
| -  | 11 octobre 1925  | Racing CF        | 5 - 14  | Stade toulousain | Stade olympique, Colombes                           | ,                 |
| -  | 25 octobre 1925  | Stade toulousain | 31 - 10 | Racing CF        | Stade « Ernest-Wallon » des Ponts-Jumeaux, Toulouse | [ 18 ]            |
| -  | 3 janvier 1926   | Racing CF        | 6 - 6   | Stade toulousain | Vélodrome du Parc des Princes, Paris                | « Entrainement »  |
| -  | 14 novembre 1926 | Stade toulousain | 14 - 26 | Racing CF        | Stade « Ernest-Wallon » des Ponts-Jumeaux, Toulouse | [ 20 ]            |
| -  | 8 octobre 1950   | Stade toulousain | 17 - 3  | Racing CF        | Stade « Ernest-Wallon » des Ponts-Jumeaux, Toulouse | [ 21 ]            |
| -  | 15 octobre 1950  | Racing CF        | 21 - 8  | Stade toulousain | Stade Jean-Bouin, Paris                             | [ 22 ]            |
| -  | 12 novembre 1989 | Stade toulousain | 40 - 16 | Racing CF        | Stade des Sept-Deniers, Toulouse                    | [ 23 ]            |
| -  | 9 août 2012      | Stade toulousain | 27 - 21 | Racing Métro 92  | Stade de la Méditerranée, Béziers                   | [ 24 ]            |
| -  | 9 novembre 2013  | Racing Métro 92  | 12 - 19 | Stade toulousain | Aberdeen Stadium, Hong Kong                         | Natixis Rugby Cup |
| -  | 7 août 2015      | Stade toulousain | 15 - 14 | Racing 92        | Stade Albert-Domec, Carcassonne                     | [ 26 ]            |
| -  | 5 août 2016      | Stade toulousain | 21 - 35 | Racing 92        | Stade Ernest-Wallon, Toulouse                       | [ 27 ]            |
| -  | 18 août 2017     | Stade toulousain | 19 - 14 | Racing 92        | Stade François-Sarrat, Lannemezan                   | [ 28 ]            |

## Personnalités historiques des deux clubs
Nombreux sont les joueurs ayant porté les couleurs des rouge et noir et des racingmen. Gérald Martinez est joueur du Stade toulousain de 1973 à 1984, puis du Racing CF entre 1984 et 1989, au poste de demi-de-mêlée, puis président du Racing CF entre 1997 et 1999.
- Patricio Albacete
- Laurent Bénézech
- Éric Bonneval
- François Borde
- Denis Charvet
- Jean-Frédéric Dubois
- Gaël Fickou
- Jérôme Fillol
- Gabriel Gras
- Adolphe Jauréguy
- Census Johnston
- Virgile Lacombe
- Andrea Lo Cicero
- Gérald Martinez
- Yannick Nyanga
- Pierre Pons
- Jean-Pierre Rives
- Joseph Servat
- Philippe Struxiano
- Tristan Tedder
- Franck Tournaire

## Palmarès du Trophée Bouscatel - Coubertin
Le Trophée de Coubertin est créé en mars 2011 et est renommé Bouscatel - Coubertin le 22 décembre 2017.
Le titre est attribué, lors de chaque saison de championnat, à la meilleure de ces deux équipes au cumul des points des matchs allers et retours. Néanmoins, on note une baisse de popularité de ce trophée car les deux clubs ne communiquent quasiment plus les résultats lors de ces dernières saisons.
Le Stade toulousain a remporté 10 fois le trophée. Le Racing, lui, en est à 5 titres.
| no | Saison    | Vainqueur        | Différence de points | Score cumulé           |
| -- | --------- | ---------------- | -------------------- | ---------------------- |
| 1  | 2010-2011 | Racing Métro 92  | 17 pts               | 66 - 49                |
| 2  | 2011-2012 | Stade toulousain | 11 pts               | 60 - 49                |
| 3  | 2012-2013 | Stade toulousain | 20 pts               | 59 - 39                |
| 4  | 2013-2014 | Stade toulousain | 4 pts                | 35 - 31                |
| 5  | 2014-2015 | Racing 92        | 5 pts                | 36 - 31                |
| 6  | 2015-2016 | Racing 92        | 4 pts                | 31 - 27                |
| 7  | 2016-2017 | Racing 92        | 16 pts               | 38 - 22                |
| 8  | 2017-2018 | Stade toulousain | 11 pts               | 61 - 50                |
| 9  | 2018-2019 | Stade toulousain | 18 pts               | 64 - 46                |
| 10 | 2019-2020 | Stade toulousain | 0 pts                | 47 - 47 (6 essais à 5) |
| 11 | 2020-2021 | Stade toulousain | 24 pts               | 64 - 40                |
| 12 | 2021-2022 | Racing 92        | 14 pts               | 47 - 33                |
| 13 | 2022-2023 | Stade toulousain | 31 pts               | 76 - 45                |
| 15 | 2023-2024 | Stade toulousain | 27 pts               | 59 - 32                |
| 16 | 2024-2025 | Stade toulousain | 2 pts                | 56 - 54                |

## Statistiques
- Premiers et derniers matches remportés :
  - Premier match gagné par le Racing 92 : le 28 mars 1920 (n°2)
  - Premier match gagné par le Stade toulousain : 31 mars 1912 (n°1)
  - Dernier match gagné par le Racing 92 : 29 janvier 2022
  - Dernier match gagné par le Stade toulousain : 30 novembre 2024
- Successions de matches sans défaite :
  - Racing 92 : 4 (entre le 11 juin 2016 et le 22 décembre 2017)
  - Toulouse : 11 (entre le 30 décembre 1956 et le 23 novembre 1985)
- Points marqués :
  - Plus grand nombre de points marqués par le Racing 92 : 43 points le 26 mars 2011
  - Plus grand nombre de points marqués par le Stade toulousain : 48 points le 19 décembre 1998
  - Plus grande différence de points dans un match gagné par le Racing 92 : +22 le 26 mars 2011
  - Plus grande différence de points dans un match gagné par le Stade toulousain : +41 en janvier 1985